# جولیانو دی پائولا
جولیانو ویکتور دی پائولا (پرتغالی: Giuliano Victor de Paula؛ زادهٔ ۳۱ مهٔ ۱۹۹۰) بازیکن فوتبال اهل برزیل است.
از باشگاه‌هایی که در آن بازی کرده‌است می‌توان به اینترناسیونال، دنیپرو دنیپروپتروفسک، گرمیو، زنیت سن پترزبورگ، فنرباغچه و النصر اشاره کرد.
وی همچنین در تیم ملی فوتبال برزیل بازی کرده‌است.